# Lefebvrea
Lefebvrea là chi thực vật có hoa trong họ Apiaceae.